# Sabatia stellaris
Sabatia stellaris är en gentianaväxtart som beskrevs av Frederick Traugott Pursh. Sabatia stellaris ingår i släktet Sabatia och familjen gentianaväxter. Inga underarter finns listade i Catalogue of Life.